# Germano Penemote
Germano Penemote (Cunene, 24 de outubro de 1969) é um escritor, diplomata e prelado angolano da Igreja Católica pertencente ao serviço diplomático da Santa Sé.

## Biografia
Foi ordenado sacerdote em 6 de dezembro de 1998, sendo incardinado na Diocese de Ondijiva. É licenciado em direito utroque iuri, tanto direito canônico e direito civil.
Ingressou no serviço diplomático da Santa Sé em 1 de julho de 2003 e trabalhou nas Nunciaturas Apostólicas em Benin, Uruguai, Eslováquia, Tailândia, Hungria, Peru e Romênia.
Em 16 de junho de 2023, o Papa Francisco o nomeou núncio apostólico no Paquistão, onde era conselheiro, com a dignidade de arcebispo titular de Treia. É o primeiro angolano a alcançar este posto da diplomacia da Santa Sé. Foi consagrado em 13 de agosto seguinte, na Esplanada da Igreja de Nossa Senhora das Vitórias em Ondijiva, pelo Cardeal Secretário de Estado Pietro Parolin, coadjuvado por Pio Hipunyati, bispo de Ondijiva e por José Manuel Imbamba, arcebispo de Saurimo.
É fluente, além do português nativo, em italiano, inglês, espanhol e francês.

## Obras
- Advogado e cristão? (2012)
- Critérios e desafios da formação sacerdotal no contexto atual: exercícios espirituais (2013)
- Fundamento antropológico do princípio de Sana Cooperatio: justificação das relações jurídicas entre a Igreja e a Comunidade Política (2013)
- O "pântano" onde eu nasci (2015)
- A vida consagrada : experiência quaresmal e esperança na alegria: retiro quaresmal para religiosas consagradas, Igreja de Eke - Diocese de Ondjiva (Angola), 21 de fevereiro de 2015 (2016)
- Os Ovawambo-Ovakwanyama: um povo visitado por László Magyar em 1852 (2020)